# Kiss of Life (Kylie Minogue–Jessie Ware-dal)
A Kiss of Life című dal az ausztrál Kylie Minogue és Jessie Ware angol énekesnő közös dala, mely 2021. október 29-én jelent meg a Disco: Guest List Edition című album második kislemezeként, mely Minogue tizenötödik stúdióalbumának, a Disco (2020) újrakiadása.

## Előzmények és megjelenés
2020 szeptemberében Minogue fellépett Ware Table Manners podcastjában, melyet Ware édesanyjával, Lennie-vel közösen vezetett. Az epizódban felvetődött a közös munka gondolata, majd Ware később azzal viccelődött, hogy „zaklatta” Minogue-t, hogy énekeljenek egy közös duettet.
Minogue 2021. október 5-én bejelentette a Disco album bővített újrakiadását, melyben elárulta a dalok listáját is, beleértve a „Kiss of Life” című dalt is.

## Összetétel
A „Kiss of Life” című dalt Kylie Minogue, Jessie Ware, Danny Parker, Shungudzo, és James Ford írták. Utóbbi a dal produceri és keverési feladatait is ellátta. Ware gyakorta dolgozik együtt Ford-dal, Parker-rel, és Shungudzóval is. Mindannyian közreműködtek negyedik What's Your Pleasure? című 2020-as stúdióalbumán is. A dalt Londonban rögzítették, melyhez Minogue a saját hangsávját Melbourne-ban rögzítette.

## Videoklip
A videó premierje 2021. november 4-én 18. órakor volt a YouTube-on. A Sophie Müller által rendezett videót a londoni Ave Mario étteremben forgatták. Minogue és Ware mellett a Theo Adams Company és Princess Julia táncosai is szerepelnek benne. A videót Pedro Almodóvar művei és a 80-as évek telenovellái ihlették. A videó magában foglalja a bohózat elemeit, melyben Ware mint elfoglalt vendéglősként jelenik meg, Minogue pedig egy zavaró ételkritikusként, aki mindenbe beleköt, aki pusztítást végez az étteremben az vendégek körében. A cselekményben látható Ware szorongása a videó történetének előrehaladtával.
Ware Saint Laurent ruhában látható, míg Minogue először a Valentino divatház ruhájában, majd késpőbb ő is Saint Laurent általi ruhában jelenik meg. A W írója, Kyle Munzenrieder szerint a klipben lévő ruhák túl merészek, melyek „a Looney Tunes high fashion fantázia változatát” jelenítik meg.

## Élő előadások
2021. november 13-án Minogue és Ware először adták elő együtt a Kiss of Life című dalt a The Jonathan Ross Show című műsorban. Ware 2022. május 28-án, Minogue 54. születésnapján napján mutatta be a What's Your Pleasure? című album népszerűsítését az O2 Academy Brixtonban, és Minogue különleges vendégként jelent meg a "Kiss of Life" előadására.
2023. szeptember 17-én Ware csatlakozott Minogue-hoz, hogy előadja a dalt Kylie főcímdalának részeként a Radio 2 in the Park fesztiválon a leicesteri Victoria Parkban.

## Slágerlista
| Slágerlista (2021)                        | Legmagasabb helyezés |
| ----------------------------------------- | -------------------- |
| UK Airplay (Radiomonitor)                 | 15                   |
| Egyesült Királyság (UK Download Chart)    | 30                   |
| US Hot Dance/Electronic Songs (Billboard) | 49                   |

## Megjelenések
| Régió     | Dátum             | Formátum                     | Label        | Ref.  |
| --------- | ----------------- | ---------------------------- | ------------ | ----- |
| Különböző | 2021. október 29. | Digitális letöltés streaming | Darenote BMG | [ 1 ] |